# NGC 6777
NGC 6777 (другие обозначения — ESO 72-**15, SAO 257685 & 257686) — двойная звезда в созвездии Павлин.
Этот объект входит в число перечисленных в оригинальной редакции «Нового общего каталога».